# Critère de dissimilarité
La dissimilarité ou double dissimilarité, ou encore discontinuité, est l'un des critères d'historicité employés par l'exégèse biblique, en particulier dans la recherche historiographique liée au Nouveau Testament, et utilisés notamment depuis la deuxième quête du Jésus historique. 
Simon Claude Mimouni et Pierre Maraval répertorient les quatre critères usuels (la discontinuité ou dissimilarité, la continuité historique, l'attestation multiple et l'attestation cohérente), auxquels s'ajoute l'embarras ecclésiastique.

## Principe
Le concept de la dissimilarité est dû à Ernst Käsemann, qui l'a formulé pour la première fois lors d'une conférence en  1953. 
Le principe en est que, si une parole ou une action de Jésus de Nazareth se révèle incompatible à la fois avec les traditions du judaïsme de son temps et avec celles de l'Église primitive, cette parole ou cette action est probablement authentique,. Ainsi est-il possible d'« attribuer au Jésus de l'histoire toute tradition qui ne peut être déduite ni du judaïsme, ni attribuée au christianisme, et spécialement lorsque le judéo-christianisme l'a tempérée ou remaniée car la considérant comme audacieuse ».